# Las orgías inconfesables de Emmanuelle
Las orgías inconfesables de Emmanuelle è un film del 1982 diretto da Jesús Franco (con lo pseudonimo Clifford Brown).
Per la seconda volta il cinema di Franco incontra il personaggio di Emmanuelle, ma come nel caso di Tendre et perverse Emmanuelle, il film francese del 1973 il cui titolo originale era Des frissons sous la peau, il rimando alla serie Emmanuelle fu una scelta commerciale decisa dal produttore. In origine il nome della protagonista era infatti Ann Marie.
Come protagonista Franco scelse Muriel Montossé (presentata con lo pseudonimo di Vicky Adams), una giovane attrice francese che molti anni dopo raggiungerà la popolarità in Francia come presentatrice televisiva e che aveva già ricoperto un ruolo molto simile due anni prima in Aberraciones sexuales de una mujer casada, film molto simile a Las orgías inconfesables de Emmanuelle sin nella trama.
Il tema centrale del conflitto tra fedeltà coniugale e legge del desiderio, con tanto di canonico lieto fine, è tutt'altro che originale, e in generale il film non presenta gli aspetti sperimentali di altre pellicole che Franco girò nello stesso periodo, pure ascrivibili al genere erotico.
Lo scetticismo del regista verso l'effettiva liberazione del suo paese dopo la caduta del regime di Francisco Franco si manifesta tuttavia con tagliente ironia nell'ambientazione provinciale e nella figura più originale, quella dell'ombroso Marchese di Altuna che rivendica con prosopopea le proprie doti di amante latino e discetta di liberazione sessuale passeggiando come un re per le vie deserte di una cittadina deserta, sui colli di una Spagna antica e bruciata dal sole.
La voyeuristica cinefilia del regista si manifesta nella bizzarra sequenza iniziale, nella quale la coppia dei protagonisti fa allegramente l'amore sul pavimento di un museo delle cere dedicato al mondo del cinema, sotto lo sguardo fisso di Charlie Chaplin e John Wayne, Liza Minnelli e Greta Garbo, Elizabeth Taylor e Dracula, quest'ultimo inquadrato in modo da farne apparire il volto oltre una sorta di gigantesca serratura.

## Trama
L'intera vicenda è narrata da Antonio Jaime Morales, Marchese di Altuna (Tony per gli amici), un sedicente dongiovanni che abita in un assolato paesino del sud della Spagna dove si recano in vacanza Emmanuelle e Andrés, una giovane coppia francese.
Pur essendo innamorata del marito, Emmanuelle non riesce a fare a meno di tradirlo. Una sera, completamente ubriaca, dà scandalo spogliandosi in un locale notturno per esibirsi insieme a María, una spogliarellista di professione, davanti allo sguardo esterrefatto del marito e a quello interessato del Marchese di Altuna, che conduce da tempo una relazione segreta con la spogliarellista.
Quando Andrés, furibondo, la lascia facendo ritorno da una vecchia amante, Emmanuelle si abbandona ad una serie di avventure con uomini e donne, sedotta tra gli altri, ma con risultati poco entusiasmanti, anche dal galante Marchese.
La separazione dura un anno ma le tante avventure non restituiscono a nessuno dei due la felicità. È destino che i due sposi si ritrovino, questa volta per restare insieme per sempre.
Quanto al Marchese, lo smacco lo irrita ma non scalfisce le sue certezze: il mondo è pieno di donne che non attendono che lui; si consolerà presto con qualche nuova conquista e intanto potrà continuare a divertirsi con María.

## Distribuzione

### Versioni
- Emmanuelle Exposed, versione tagliata di oltre 10 minuti, distribuita negli USA.

### Edizioni DVD
Il film, proprietà di Video Mercury, è stato pubblicato per la prima volta su DVD nel 2006 dal Grupo Edider, per essere venduto nelle edicole spagnole. Il riversamento non è anamorfico ma la qualità dell'immagine è perfetta ed è rispettato il formato originale 2.35:1 (cinemascope).
Nel maggio 2007 la Severin ha pubblicato negli Stati Uniti una versione rimasterizzata, anamorfica e sottotitolata in inglese con il titolo The Inconfessable Orgies of Emmanuelle. Il DVD, zona 0 e NTSC, include un'intervista a Jesús Franco.